# Криминал у Србији
Против криминала у Србији боре се српска полиција и друге владине агенције.

## Злочин по врсти

### Убиство
Србија је 2012. имала стопу убистава од 1,2 на 100.000 становника.  У Србији је 2012. године било укупно 111 убистава. 

### Организовани криминал
Српски организовани криминал представљају различите криминалне организације са седиштем у Србији или оне које су састављене од етничких Срба. Српски криминалци су активни у земљама Европске уније. Организације су првенствено укључене у шверц, трговину оружјем, трговину дрогом, рекет за заштиту, илегално коцкање, крађу накита и драгуља, посао телохранитеља и наручено убиство. Мафија је састављена од неколико великих организованих група, које заузврат имају шире мреже широм првенствено Европе.
Југословенски ратови су подстакли криминалце на тражење „излаза“ из економске катастрофе током међународних санкција Србији. Српски злочинци су регрутовани у државне снаге, а запажен пример је Легија, командант Арканових тигрова који су после рата преименовани у ЈСО, који је наводно планирао убиство премијера Зорана Ђинђића. 

### Корупција
Анкетирани становници Србије сматрају да је ниво корупције висок, а поверење јавности у кључне институције и даље је ниско. 
Јавне набавке, процеси запошљавања у јавној управи, рударство и железнички послови су сектори са озбиљним проблемом сукоба интереса.  Европска комисија је изразила забринутост због сектора правосуђа, полиције, здравства и образовања у Србији који су посебно осетљиви на корупцију.  Транспарентност Србија је у септембру 2016. проценила да најмање 374.000 случајева „ситне корупције“ у јавним службама остане неоткривено сваке године. 

### Лажне дојаве о бомбама
Лажне претње бомбом су релативно честе у Србији. Будући да полиција на сваку претњу бомбом реагује тако што претражује читаве зграде у потрази за могућом бомбом,  најчешће мете су школе  у којима ће ђаци телефонирати у претњи како би одложили тестове, и судови  када зову људи који мисле да ће изгубити случај. Због лажних претњи бомбом, зграда Вишег суда у Београду је 2008. морала да буде евакуисана више од 70 пута. 
Мање уобичајене мете укључују оне различите као што су београдски ватрогасни штаб,  стамбена зграда  или народна библиотека Краљево. 
Учесталост лажних претњи бомбама смањена је 2009. године, након што је нови закон одредио оштрије, утростручене казне. 

## Динамика криминала
Српски органи за спровођење закона дали су приоритет борби против трговине дрогом, тероризма и организованог криминала током касних 2000-их. 